# Santa Cruz da Esperança (ort)
Santa Cruz da Esperança är en ort i Brasilien.   Den ligger i kommunen Santa Cruz da Esperança och delstaten São Paulo, i den sydöstra delen av landet, 600 km söder om huvudstaden Brasília. Santa Cruz da Esperança ligger 617 meter över havet och antalet invånare är 1 953.
Terrängen runt Santa Cruz da Esperança är huvudsakligen platt, men åt sydost är den kuperad. Terrängen runt Santa Cruz da Esperança sluttar västerut. Närmaste större samhälle är Cajuru, 13,1 km öster om Santa Cruz da Esperança.
Omgivningarna runt Santa Cruz da Esperança är huvudsakligen savann. Runt Santa Cruz da Esperança är det ganska glesbefolkat, med 32 invånare per kvadratkilometer.